# Catecismo de Baltimore
Um Catecismo de Doutrina Cristã, Preparado e Recomendado por Ordem do Terceiro Concílio de Baltimore (ou simplesmente: o Catecismo de Baltimore) foi de fato o texto escolar Católico padrão nos Estados Unidos, entre 1885 e o final da década de 1960. Foi tido como o primeiro Catecismo escrito para católicos na América do Norte, substituindo uma tradução do Pequeno Catecismo de Belarmino. Em resposta às críticas, várias edições incluem anotações ou outras modificações. O Catecismo de Baltimore permaneceu sendo usado em quase todas as escolas católicas até que muitas se afastassem da educação baseada em catecismo, embora ela ainda seja usada em algumas.

## História
No século XIX, repetidos esforços foram feitos nos Estados Unidos no sentido de se chegar a um acordo através do qual um livro escolar uniforme de Doutrina Critã pudesse ser usado por todos os católicos. Já em 1829, os bispos congregados no Primeiro Concílio Provincial de Baltimore decretaram: "Um catecismo deve ser escrito, adaptado às circunstâncias desta Província; ele deverá apresentar a Doutrina Cristã tal como ela é explicada no Catecismo do Cardeal Belarmino (1597) e, quando aprovado pela Santa Sé, deverá ser publicado para uso comum dos católicos" (Decr. xxxiii). A cláusula recomendando o Catecismo de Belarmino como modelo foi adicionada a pedido especial da Congregação para a Evangelização dos Povos. Pode-se mencionar aqui que o Pequeno Catecismo de Belarmino, texto italiano com tradução em inglês, fora publicado em Boston, em 1853.
A vontade dos bispos não foi satisfeita, e o Primeiro e o Segundo Concílios Plenários de Baltimore (1852 e 1866) repetiram o decreto de 1829. No Terceiro Concílio Plenário (1884), muitos bispos foram a favor de uma edição "revisada" de um catecismo de 1775, feito pelo arcebispo irlandês Butler, porém o assunto acabou sendo entregue nas mãos de uma comissão de seis bispos. Finalmente, em 1885, foi emitido "Um Catecismo de Doutrina Cristã, Preparado e Recomendado por Ordem do Terceiro Concílio de Baltimore". Embora o concílio tenha querido um catecismo "perfeito em todos os aspectos" (Acta et Decr., p. 219), teólogos e professores criticaram vários pontos (en:Nilles, "Commentaria", II, 265, 188). Em seguida, saíram edições com adições a cerca de significados de palavras, além de notas explicativas; algumas dessas edições até traziam arranjos diferentes, de modo que logo houve uma considerável diversidade de livros que hoje trazem o nome "Catecismo de Baltimore". O Catecismo de Baltimore se tornou o texto padrão para a educação católica nos Estados Unidos. Desde a década de 1960, muitas igrejas e escolas católicas tem abandonado a educação baseada em catecismo, mas uma edição de 1933 está disponpivel (ISBN 9780895551443), assim como uma "edição moderna" sob o título Novo Catecismo de São José de Baltimore (ISBN 0-89942-242-X).